# Loma Cebolleta
La Loma Cebolleta es un pico de montaña ubicado al norte de Casa de Gobierno, en la Sierra La Culata, Estado Mérida. Sus referencias de altitud varían entre 4.031 m s. n. m. y 4.192 m s. n. m. poniendo la Loma Cebolleta entre una de las montañas más altas en Venezuela. Hacia el este está el Collado del Cóndor y hacia el oeste el Cerro El Duende.

## Geología
La Loma Cebolleta está compuesta pot morranas muy similares a las mezclas rocosas de la Sierra Nevada del este del Río Mifafí. La geología es precuaternaria con terrenos subyacentes precámbricos cubiertos por metasedimentos rocosos del paleozóico superior, modificados por la granodiorita de El Carmen, una de las masas graníticas de mayor tamaño características de Los Andes Centrales Venezolanos.